# 肖恩·奎因
肖恩·奎因（1947年12月5日—），愛爾蘭首富及商人，也是奎因集團股份有限公司創辦人之一，但由於過度借貸，現在申請自願破產。
他在14歲時輟學，年輕時借貸100萬英鎊在家族農場鑿碎石售予建築商，之後開拓小型貸款致富，現時業務遍及全球，包括酒店、保險、房地產，以及建築材料，根據2008年英國星期日泰晤士報富豪榜資料，肖恩．奎因家族出事之前，已達至47億2千2百萬歐元財富資產，但由於錯誤地購買英愛銀行股份，佔25%股權。因此出事後，已欠下英愛銀行達至28億歐元債務。故此奎因集團清盤，以及申請個人破產。換言之，他的私人飛機和直升機已被充公及拍賣。

## 連結
- 農家子變隱世巨富 太陽報 （页面存档备份，存于）